# Королевский венгерский гонвед
Вооружённые силы Венгрии в составе Сухопутных сил Австро-Венгерской Империи (Королевский Гонвед; венг. Király Honvédség, нем. k.u. Landwehr) — в период 1867—1918 годов независимые от Сухопутных войск Австро-Венгерской Империи Вооруженные силы королевского правительства Венгрии. 
Венгерский ландвер сформирован после поражения Австрийской Империи в войне с Пруссией, когда подчиненное австрийской короне Королевство Венгрия добилось прав частичного суверенитета в составе земель австрийской монархии, согласно Австрийско-Венгерской унии 1867 года. В другом источнике указано что в 1868 году, при разделении Австрийской империи на Австрию и Венгрию, постановлено, что вооруженные силы государства должны состоять из трёх частей: действующей армии, общей для империи Австрии и Венгрии, и двух ландверов, совершенно независимых один от другого и от действующей армии, и при этом венгерскому ландверу присвоено название Гонвед (особое венгерское ополчение (второочередные войска)).

## История

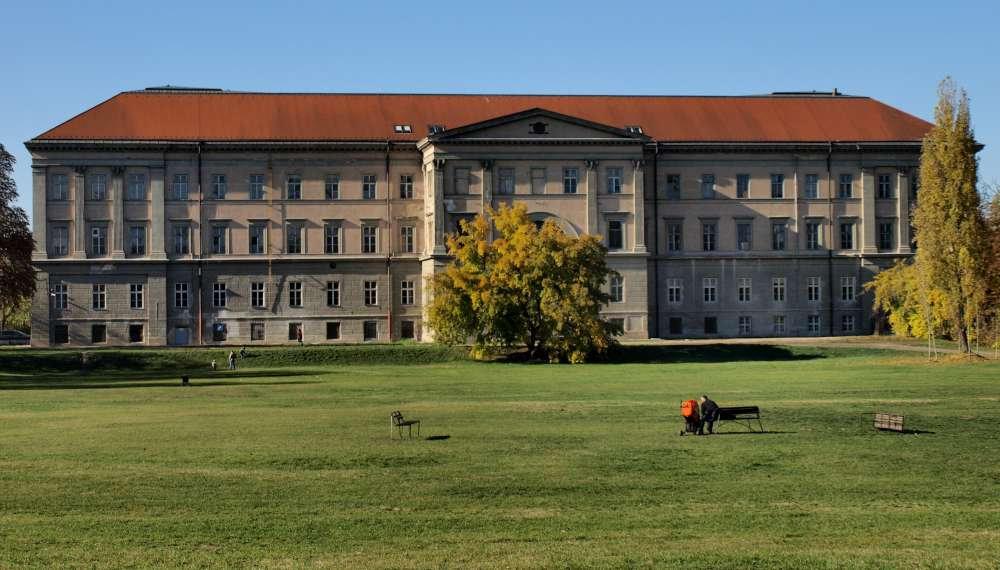
Здание Высшего военного училища «Людовицеум» ВС Венгрии
(Будапешт, парк Марии-Людовики)

Термин «ландвер» в землях Священной Римской Империи Германской нации примерно с XVI в. обозначал мобилизуемое в военное время народное ополчение. В период наполеоновских войн в Европе по Императорскому указу Австрийской империи 1808 года задачи ландвера в составе Вооружённых сил повышались до регулярных соединений второй линии Сухопутных войск. Регулярные части ландвера Австрийской Империи применялись в боевых действиях в 1809—59 годов, после чего переведены в состояние ополчения.

### Формирование ВС Венгрии
После поражения Австрийской империи в Австро-прусско-итальянской войне с Пруссией подчиненное австрийской короне королевство Венгрия, согласно Австрийско-Венгерской Унии 1867 года, добилось прав частичного суверенитета в составе земель австрийской монархии, в связи с чем королевский парламент и правительство Венгрии получили право на формирование и финансирование собственных вооруженных сил. В другом источнике указано что в 1868 году, при разделении Австрийской империи на Австрию и Венгрию, постановлено, что вооруженные силы государства должны состоять из трёх частей: действующей армии, общей для империи Австрии и Венгрии, и двух ландверов, совершенно независимых один от другого и от действующей армии, и при этом венгерскому ландверу присвоено название Гонвед (особое венгерское ополчение (второочередные войска)).
Вооруженные силы венгерских земель австрийской короны, как и Вооруженные силы австрийских земель получили наименование «ландвера», однако в венгроязычных документах использовался термин «Королевские силы самообороны» (венг. Király Honvédség).

## Формирование ВС Хорватии
ВС Венгрии подразделялись на Вооруженные силы собственно Венгрии и ВС Хорватии в связи частичным суверенитетом Хорватии в составе «земель Св. Стефана», который был закреплен Малой Венгерско-Хорватской Унией 1868 года.

## Министерство
Административным и материальным обеспечением Вооруженных сил Венгрии занималось независимое от Военного Министерства Министерство Вооружённых сил Венгрии, расположенное в Будапеште, площадь Св. Георгия, д. 2—4. 6-й ВО (ВС Хорватии) подчинялся Министерству через собственное оперативное управление в Загребе.

## Бюджет
Министерства австрийских (нем. Landwehr) и венгерских (венг. Honvéd) Вооруженных сил обеспечивали деятельность подчиненных соединений и частей в соответствии со своим парламентским бюджетом. ВС Венгрии во многом превосходили Императорские Сухопутные войска по материальному обеспечению в связи с целевым финансированием по программам королевского Парламента Венгрии. В 1905 году бюджет Императорских Сухопутных войск и ВМС составил 350 млн крон при численности свыше 300 тыс. чел., а а на десятикратно меньшие ВС Венгрии Парламентом было ассигновано более 60 млн крон.

## Структура
На 1914 год ВС Венгрии имели в своем составе:
- 8 пехотных (35 полков) дивизий
- 2 кавдивизии (6 гусарских кавполков)
- 4 артбригады[4].

Основой штатной структуры Вооруженных сил Венгрии являлись три пехотные и две кавалерийские дивизии с артполками усиления, а также окружные пехотные и кавбригады. ВС Венгрии имели полки сокращенного трехбатальонного состава по сравнению со четырёхбатальонной структурой Императорских Сухопутных войск. Подготовка командного состава велась в Высшем военном училище «Людовицеум» (Будапешт), среднем военном училище в Шопроне (Оденбург) и двух кадетских корпусах.

### Призыв
Призыв в Вооруженные силы Венгрии шел с венгерских земель австрийской короны (т. н. «земель Св. Стефана», Транслейтании или Залитавщины). В земли Св. Стефана входили все земли современных Венгрии, Словакии, Хорватии, Словении, Сербии и часть земель Румынии и Австрии.

### Языковой вопрос
В качестве командных и уставных языков в ВС Венгрии служили венгерский и хорватский, что осложняло обучение и подготовку нетитульных национальностей.

## Списочный состав
| Соединения Вооружённых сил Венгрии Австро-Венгерской Империи (1914 год) |             |               |          |             |             |             |          |
| ВО                                                                      | Штаб округа | Дивизии       | Штаб     | Бригады     | Дислокация  | Полки       |          |
| Венгрия Königreich Ungarn                                               |             |               |          |             |             |             |          |
| 1-й                                                                     | Будапешт    | Пехотные      | Пехотные | Пехотные    | Пехотные    | Пехотные    | Пехотные |
| 1-й                                                                     | Будапешт    |               |          | 79-я        | Будапешт    |             |          |
| 1-й                                                                     | Будапешт    | 80-я          | Печ      |             |             |             |          |
| 1-й                                                                     | Будапешт    | 41-я          | Будапешт | 81-я        | Будапешт    | 1-й артполк |          |
| 1-й                                                                     | Будапешт    | 41-я          | Будапешт | 82-я        | Веспрем     |             |          |
| 1-й                                                                     | Будапешт    | Кавалерийские |          |             |             |             |          |
| 1-й                                                                     | Будапешт    | 5-я           | Будапешт | 19-я        | Будапешт    |             |          |
| 1-й                                                                     | Будапешт    | 5-я           | Будапешт | 23-я        | Веспрем     |             |          |
| 2-й                                                                     | Сегед       | Пехотные      | Пехотные | Пехотные    | Пехотные    | Пехотные    | Пехотные |
| 2-й                                                                     | Сегед       |               |          | 45-я        | Сегед       |             |          |
| 2-й                                                                     | Сегед       | Кавалерийские |          |             |             |             |          |
| 2-й                                                                     | Сегед       | 11-я          | Дебрецен | 22-я        | Сегед       |             |          |
| 2-й                                                                     | Сегед       | 11-я          | Дебрецен | 24-я        | Кошице      |             |          |
| 3-й                                                                     | Кошице      | Пехотные      | Пехотные | Пехотные    | Пехотные    | Пехотные    | Пехотные |
| 3-й                                                                     | Кошице      |               |          | 77-я        | Кошице      | 3-й артполк |          |
| 3-й                                                                     | Кошице      | 78-я          | Мишкольц |             |             |             |          |
| 4-й                                                                     | Братислава  | Пехотные      | Пехотные | Пехотные    | Пехотные    | Пехотные    | Пехотные |
| 4-й                                                                     | Братислава  |               |          | 73-я        | Братислава  |             |          |
| 4-й                                                                     | Братислава  | 74-я          | Нитра    | 4-й артполк |             |             |          |
| Трансильвания Großfürstentum Siebenbürgen                               |             |               |          |             |             |             |          |
| 5-й                                                                     | Клуж        | Пехотные      | Пехотные | Пехотные    | Пехотные    | Пехотные    | Пехотные |
| 5-й                                                                     | Клуж        | 20-я          | Орадя    | 39-я        | Орадя       |             |          |
| 5-й                                                                     | Клуж        | 20-я          | Орадя    | 40-я        | Сатмар      |             |          |
| 5-й                                                                     | Клуж        |               |          | 46-я        | Лугож       |             |          |
| 5-й                                                                     | Клуж        | 75-я          | Клуж     |             |             |             |          |
| 5-й                                                                     | Клуж        | 76-я          | Сибиу    | 2-й артполк |             |             |          |
| 5-й                                                                     | Клуж        |               |          |             | Тыргу-Муреш | 5-й артполк |          |
| Хорватия Königreich Kroatien und Slawonien                              |             |               |          |             |             |             |          |
| 6-й                                                                     | Загреб      | Пехотные      | Пехотные | Пехотные    | Пехотные    | Пехотные    | Пехотные |
| 6-й                                                                     | Загреб      |               |          | 83-я        | Загреб      |             |          |
| 6-й                                                                     | Загреб      | 84-я          | Осиек    |             |             |             |          |

## Чины и знаки различия

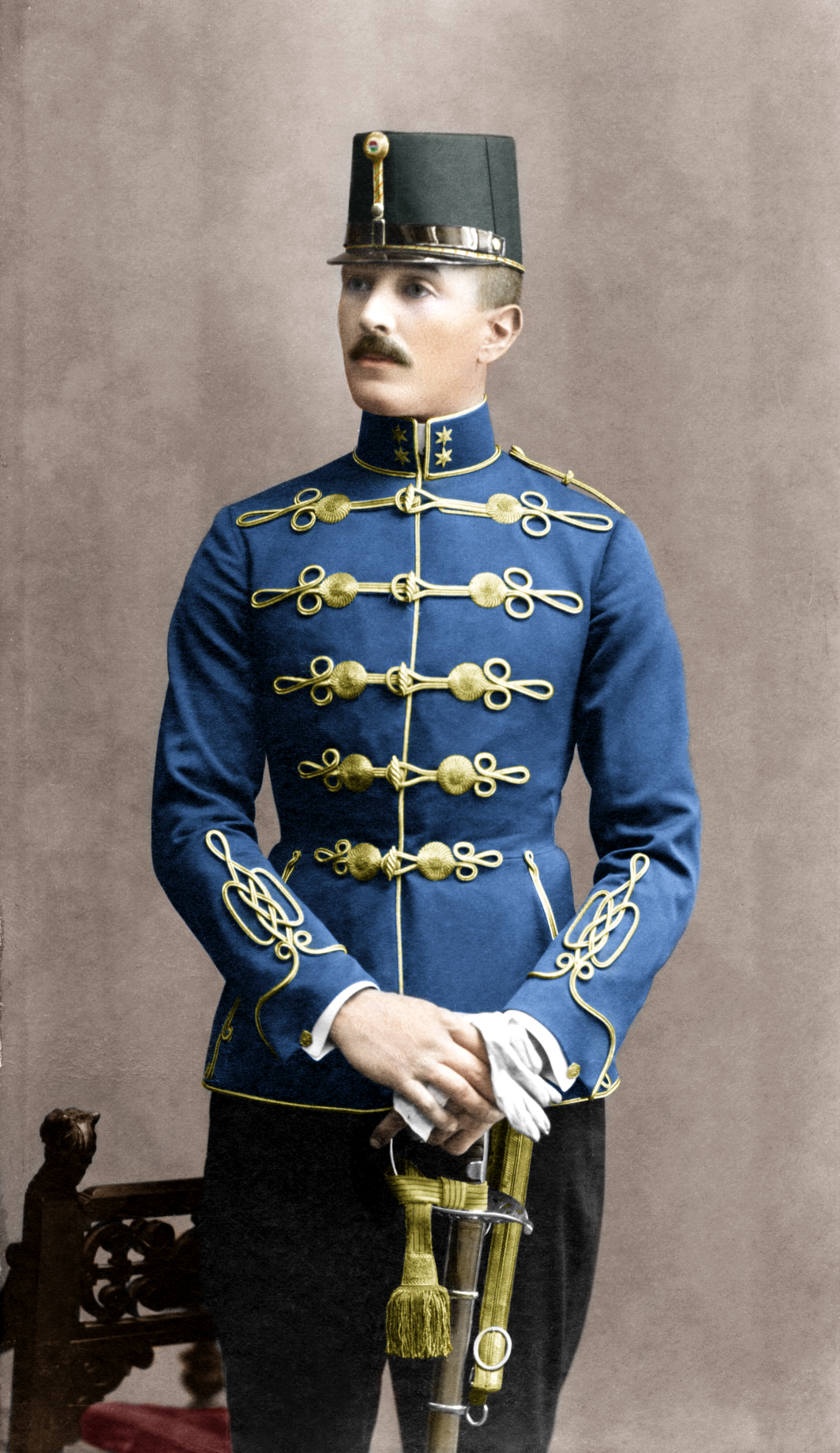
Лейтенант-гусар ВС Венгрии в парадной форме

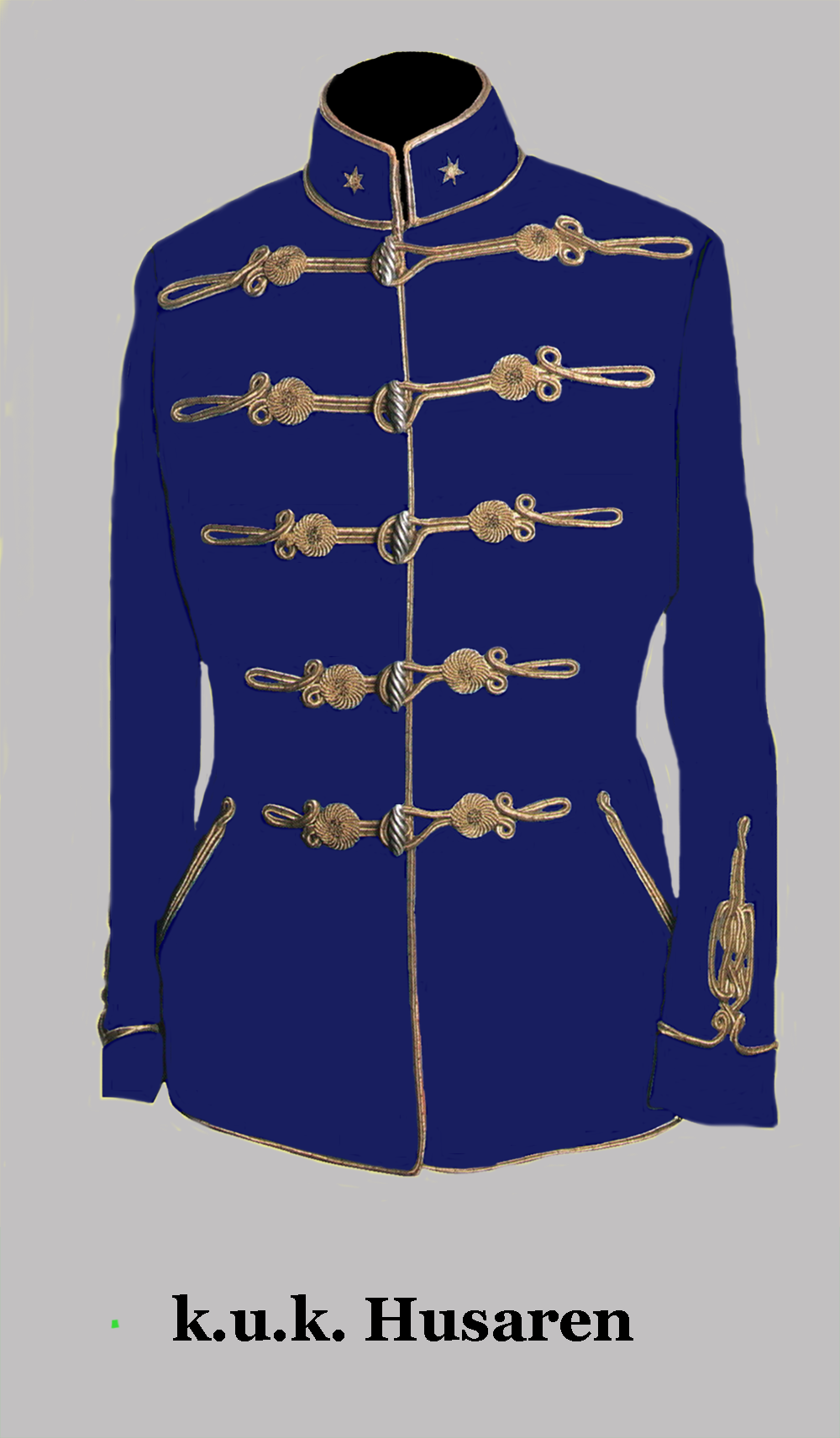
Парадный китель корнета ВС Венгрии

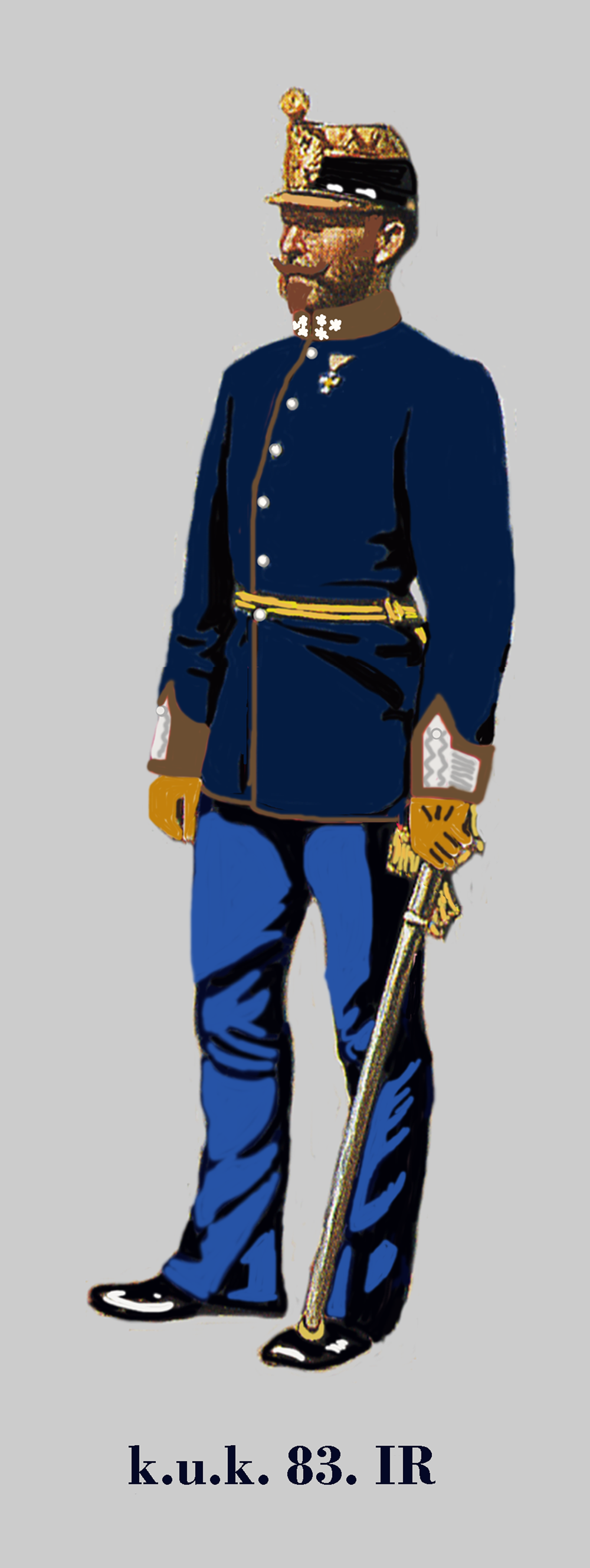
Капитан ВС Венгрии в парадной форме с холодным оружием (1908 год).

### Генералы и офицеры
| Офицерские чины ВС Венгрии Австро-Венгерской Империи (1914 год) |                             |                     |                               |                     |                    |
| Категории                                                       | Маршалы Feldmarschall       | Генералы Generalen  | Генералы Generalen            | Генералы Generalen  | Генералы Generalen |
| Петлицы                                                         |                             |                     |                               |                     |                    |
| Чины                                                            | Таборнадь                   | Везерезредеш        | Таборсернадь                  | Альтаборнадь        | Везерёрнадь        |
| Русский перевод                                                 | Главно- командующий         | Адъютант- полковник | Помощник главно- командующего | Младший командующий | Старший адъютант   |
| Звание ВС РФ                                                    | Маршал Российской Федерации | Генерал армии       | Генерал- полковник            | Генерал- лейтенант  | Генерал- майор     |

| Категории       | Старшие офицеры Staboffiziere | Старшие офицеры Staboffiziere | Старшие офицеры Staboffiziere | Младшие офицеры Oberoffiziere | Младшие офицеры Oberoffiziere | Младшие офицеры Oberoffiziere | Младшие офицеры Oberoffiziere |
| Петлицы         |                               |                               |                               |                               |                               |                               |                               |
| Чины            | Эзредеш                       | Алезредеш                     | Орнадь                        | Сазадош                       | Фёходнадь                     | Ходнадь                       |                               |
| Русский перевод | Тысячник                      | Младший тысячник              | Начкараула                    | Сотник                        | Главный командир              | Командир                      |                               |
| Звание ВС РФ    | Полковник                     | Подполковник                  | Майор                         | Капитан                       | Старший лейтенант             | Лейтенант                     |                               |

### Рядовой исержантскийсостав
| Нижние чины ВС Венгрии Австро-Венгерской Империи (1914 год) |                                                  |                                                  |                     |                     |                     |                                          |                                          |                                          |
| Категории                                                   | Кандидаты в офицеры Stellvertretern zu Offiziere | Кандидаты в офицеры Stellvertretern zu Offiziere | Старшины Feldwebeln | Старшины Feldwebeln | Старшины Feldwebeln | Стрелки и капралы Schuetze und Korporale | Стрелки и капралы Schuetze und Korporale | Стрелки и капралы Schuetze und Korporale |
| Петлицы                                                     |                                                  |                                                  |                     |                     |                     |                                          |                                          |                                          |
| Чины                                                        | Заслош                                           | Ходопрод                                         | Тёржёрмештер        | Ормештер            | Сакасвезетё         | Тизедеш                                  | Орвезетё                                 | Хонвед                                   |
| Русский перевод                                             | Знаменосец                                       | Кадет                                            | Старший ком. взвода | Ком. взвода         | Ст. командир        | Капрал                                   | Ефрейтор                                 | Пехотинец                                |
| Звание ВС РФ                                                | Старший прапорщик                                | Прапорщик                                        | Старшина            | Старший сержант     | Сержант             | Младший сержант                          | Ефрейтор                                 | Рядовой                                  |

## В культуре
- О хорватских частях в составе Королевского венгерского гонведа много писал Мирослав Крлежа: наиболее известная серия воспоминаний Крлежи о службе в хорватских войсках во время Первой мировой войны получила название «Домобранский опус» (хорв. Domobranski opus).
- В сатирическом романе «Похождения бравого солдата Швейка» Ярослава Гашека венгерский гонвед упоминается преимущественно в отрицательном контексте. Гашек говорит о них в большинстве случаев как о пьяницах, бабниках и мародёрах. В главе «Приключения Швейка в Кираль-Хиде» главный герой волею случая становится одним из инициаторов массовой драки между гонведами и солдатами-чехами, что приводит к грандиозному скандалу с межэтнической подоплекой[5].